# Glorious (canción de Glay)
«Glorious» es el octavo sencillo de la banda japonesa GLAY. Salió a la venta el 17 de enero de 1996.

## Canciones
1. «Glorious»
2. «Believe in fate»
3. «Glorious» Original.Karaoke